# Wahlkreis Bathgate and Linlithgow
Der Wahlkreis Bathgate and Linlithgow ist ein Wahlkreis (englisch constituency) für die Wahl eines Abgeordneten des britischen Unterhauses (House of Commons).

## Ergebnisse

### Parlamentswahl 2024
| Kandidaten           | Kandidaten            | Parteien                        | Stimmen | %    |
| -------------------- | --------------------- | ------------------------------- | ------- | ---- |
|                      | Kirsteen Sullivan     | Labour Party/Co-operative Party | 19.774  | 47,0 |
|                      | Martyn Day            | Scottish National Party         | 11.451  | 27,2 |
|                      | Jamie McNamee         | Reform UK                       | 3.524   | 8,4  |
|                      | Lynn Munro            | Conservative Party              | 3.144   | 7,5  |
|                      | Sally Pattle          | Liberal Democrats               | 2.171   | 5,2  |
|                      | Simon Jay             | Scottish Green Party            | 1.390   | 3,3  |
|                      | John Hannah           | Independence for Scotland Party | 382     | 0,9  |
|                      | Stuart James McArthur | unabhängig                      | 229     | 0,5  |
| Gesamt               | Gesamt                | Gesamt                          | 42.065  | 100  |
|                      |                       |                                 |         |      |
| Ungültige Stimmen    | Ungültige Stimmen     | Ungültige Stimmen               | 92      | 0,2  |
| Wähler               | Wähler                | Wähler                          | 42.157  | 58,4 |
| Wahlberechtigte      | Wahlberechtigte       | Wahlberechtigte                 | 72.185  |      |
|                      |                       |                                 |         |      |
| Quelle: UK Parlament |                       |                                 |         |      |